# Bandera de Maials
La bandera oficial de Maials té la següent descripció:
Bandera apaïsada, de proporcions dos d'alt per tres de llarg, dividida en tres franges verticals iguals, la 1a i la 2a verdes i la del mig formada per nou franges verticals iguals, cinc de grogues i quatre de verdes.
Va ser aprovada el 4 de setembre de 1995 i es va publicar en el DOGC el 25 de setembre del mateix any amb el número 2105.